# Leiobunum soproniense
Leiobunum soproniense is een hooiwagen uit de familie Sclerosomatidae.